# Montriond/Cour
Montriond/Cour est un quartier de la ville de Lausanne, en Suisse.

## Démographie
Avec une population, en 2017, de 8 374 habitants, dont 3 397 étrangers (40,6 %), le quartier de Montriond/Cour abrite 6 % de la population lausannoise. 

## Délimitation
Le quartier Montriond/Cour recouvre 144 ha, ce qui correspond à 3 % de la surface de la commune, et regroupe les secteurs suivants, :
- Marc-Dufour (501)[Note 1]
- Milan (502)
- Les Cèdres (503)
- Cour (504)
- Mont-d'Or (505)
- Bellerive (506)

Le quartier est situé au sud de la ville ; il est délimité au sud par le Léman, à l'est par le quartier de Sous-Gare/Ouchy, au nord par celui de Sébeillon/Malley et à l'ouest par celui de Montoie/Bourdonnette.

## Transports publics
- Bus : lignes 1, 2, 6, 16, 24, 25[4]

## Entreprises et fédérations sportives
- Le chantier naval de la Compagnie générale de navigation sur le lac Léman ;
- La Maison du sport international, qui regroupe des fédérations sportives internationales, des organisations sportives internationales et des sociétés spécialisées dans le sport ;
- Le siège opérationnel de Philip Morris International.

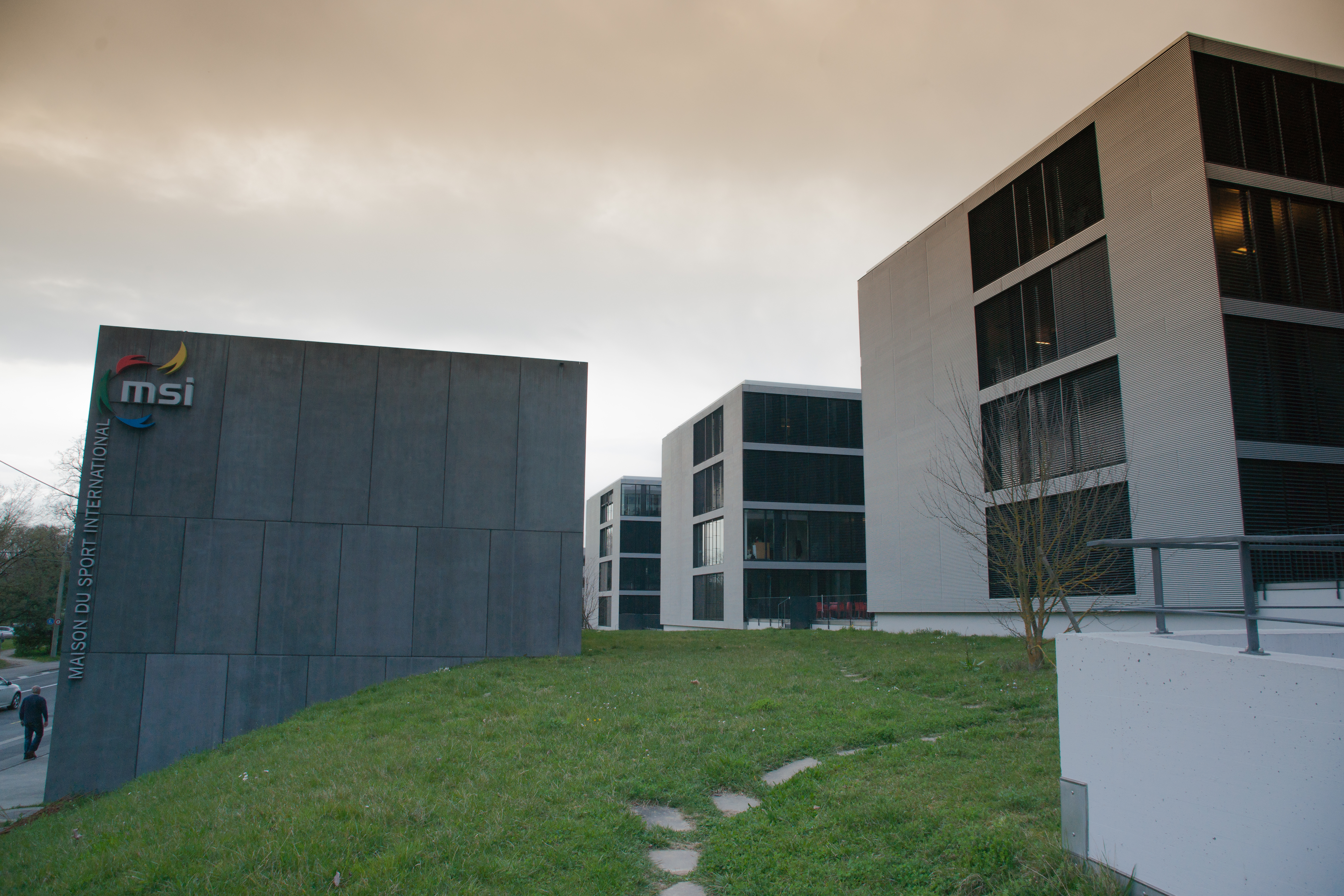
La Maison du Sport International.
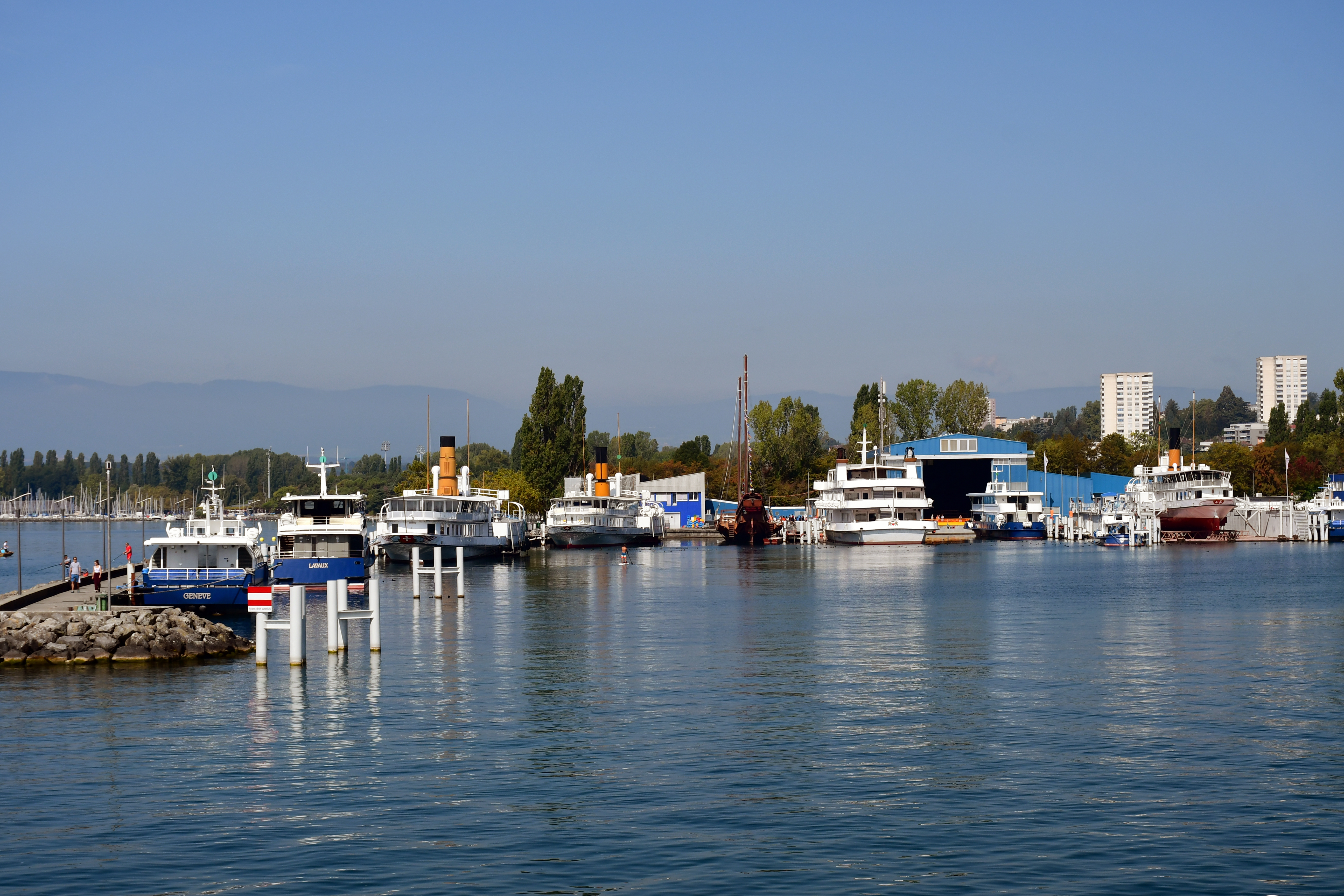
Le chantier naval de la CGN.

## Sites touristiques
- Les bains de Bellerive, bains publics au bord du lac Léman ;
- Le parc de Milan et la colline de Montriond ;
- Le musée et les jardins botaniques cantonaux ;
- Vidy et les vestiges de l'exposition nationale suisse de 1964 ;
- Le Théâtre Vidy-Lausanne.

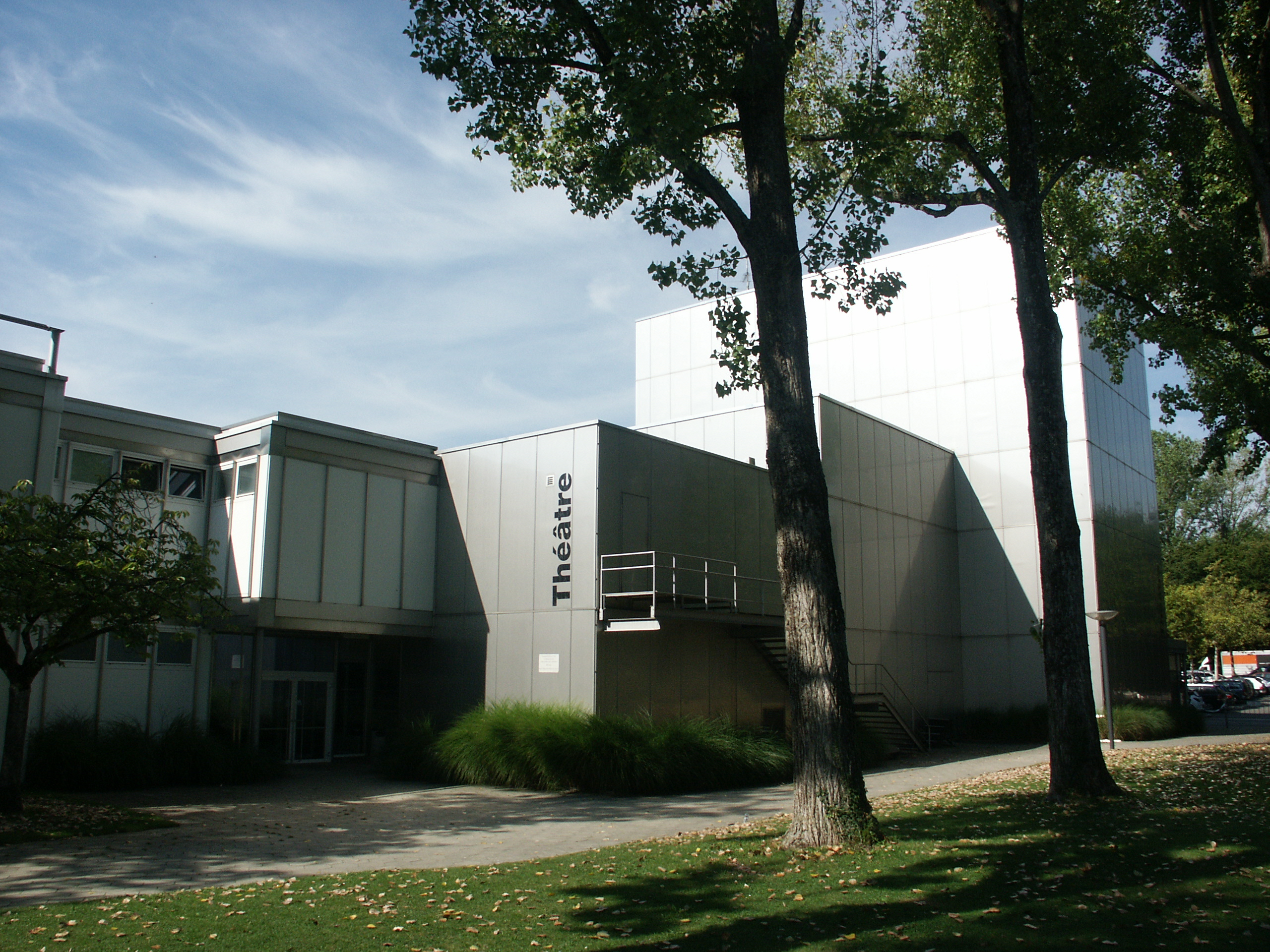
Le théâtre de Vidy.
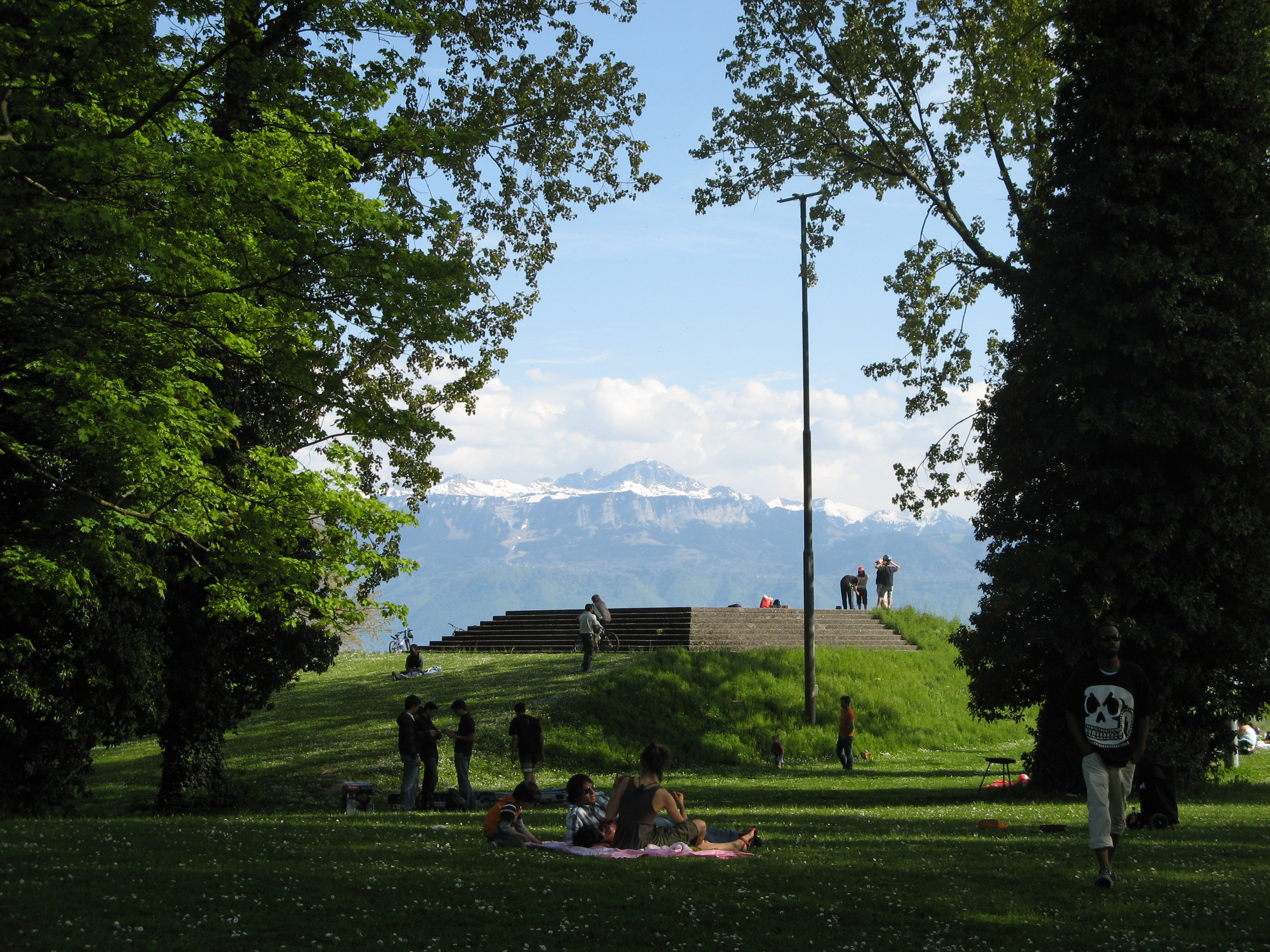
Les pyramides de Vidy, vestiges de l'exposition nationale suisse de 1964.
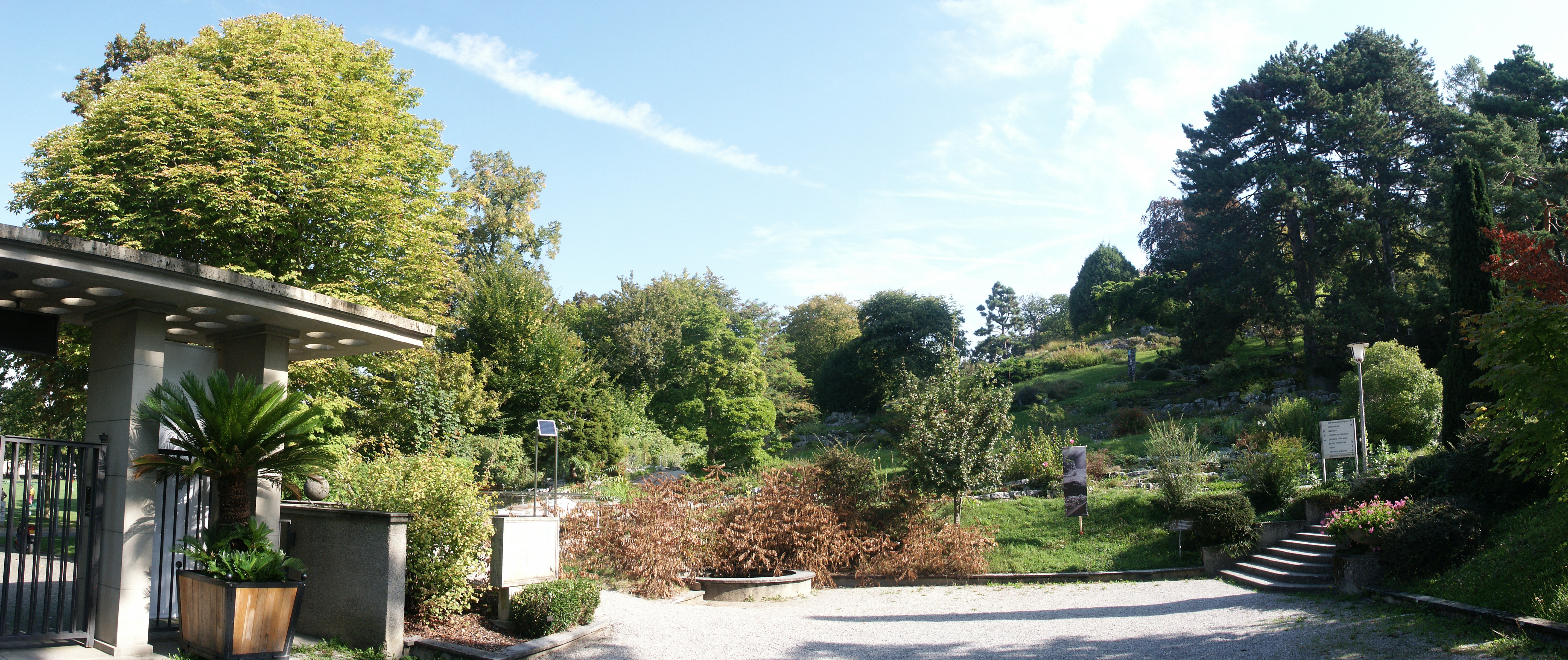
Le jardin botanique cantonal.
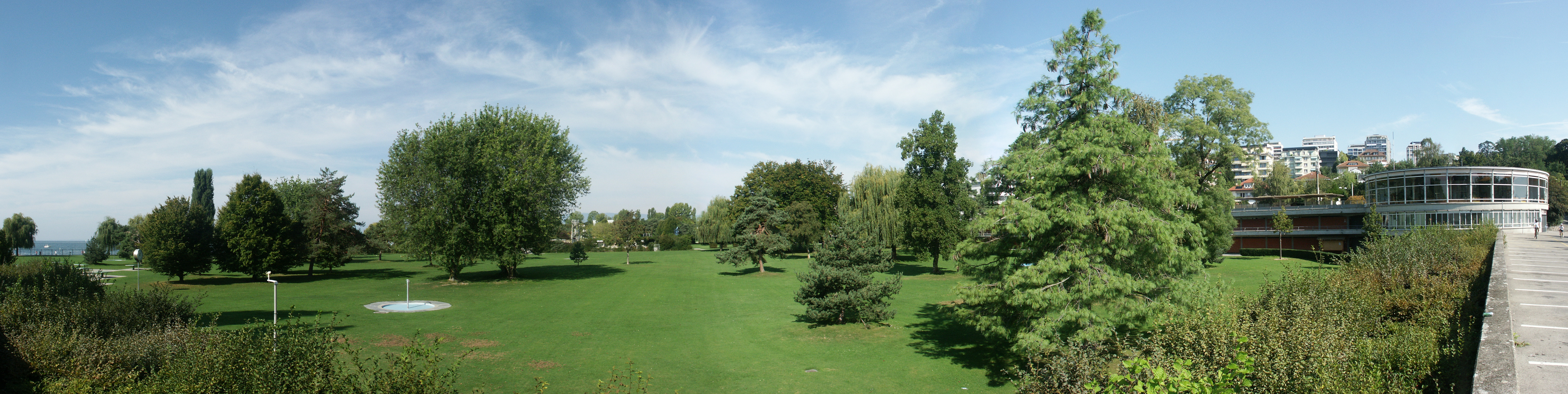
Les bains de Bellerive.